# Головний Отаман військ і флоту УНР
Головний отаман — посада верховного головнокомандувача всіх військових формувань Української народної Республіки (повна назва «Головний отаман Республіканських військ» — по жовтень 1920). Вперше офіційно ця назва з'явилася в Україні в листопаді 1918 року, а з листопада 1920 року з'являється нова посада — Головний отаман військ і Флоту УНР.

## Походження назви
Вводячи цю посаду, керівники УНР підкреслювали, що військо УНР продовжує традиції українського козацтва, а по-друге, що Головний отаман об'єднує як регулярні військові сили, так і добровільні козацько-партизанські формування. До того ж у ситуації, коли на території УНР діяла велика кількість партизанських загонів, звання Головного отаману мало підкреслювати панівне становище людини, яка обіймала цю посаду. З листопада 1918 р. Головним отаманом військ УНР був Симон Петлюра (з листопада 1920 р. — Головний отаман військ і Флоту УНР). Після його вбивства наступники не обіймали цю посаду.

## Головні отамани повстанців
У період української національної революції 1917—1920 рр. Головними отаманами іменували кілька відомих ватажків повстанців. Зокрема Матвій Григор'єв іменував себе Головний отаман Повстанських військ Херсонщини, Запоріжжя і Таврії (1918—1919). Іван Деркач — керівник військових загонів Холодного Яру, з листопада 1919 по 12 квітня 1920 р. Головний отаман Холодноярської республіки.

## Відродження звання
Посаду Головного отамана було відроджено разом із відродженням в Україні козацтва наприкінці 80-х початку 90-х років XX ст. Офіційно це проголошено на першій Великій раді 13—15 жовтня 1990 р. За відсутності посади гетьмана, Головний отаман був найвищою посадовою особою в Українському козацтві, і нею став обраний Великою радою голова київського товариства «Просвіта» Олекса Починок, журналіст-телевізійник за фахом. А на другій Великій раді козаки обрали собі на гетьмана (жовтень 1991 р. — жовтень 1992 р.) В'ячеслава Чорновола, запровадивши в такий спосіб посаду гетьмана, а Головний отаман став першим заступником Гетьмана. Їм було обрано Євгена Петренка (1991—1994).